# Vysoká škola strojní a elektrotechnická v Plzni
Vysoká škola strojní a elektrotechnická v Plzni je zaniklá vysoká škola technického směru v Plzni. Spolu s Pedagogickou fakultou Univerzity Karlovy jsou historickými a dnes již neexistujícími předchůdci Západočeské univerzity v Plzni.

## Historie
První myšlenky na založení vysoké školy v Plzni pocházejí už z období konce Rakousko-uherské monarchie. Plzeň jako významné průmyslové město potřebovala výchovu odborníků v technických oborech, ale i v lékařství a ekonomii. Vysoká škola ani univerzita však v Plzni nevznikla ani během první republiky. Po druhé světové válce byla už v roce 1945 založena pobočka Lékařské fakulty Univerzity Karlovy. Následně byly v roce 1947 oprášeny myšlenky na založení univerzity, ale po únorovém převratu dostalo prioritu pouze technické zaměření vysoké školy.

### Založení

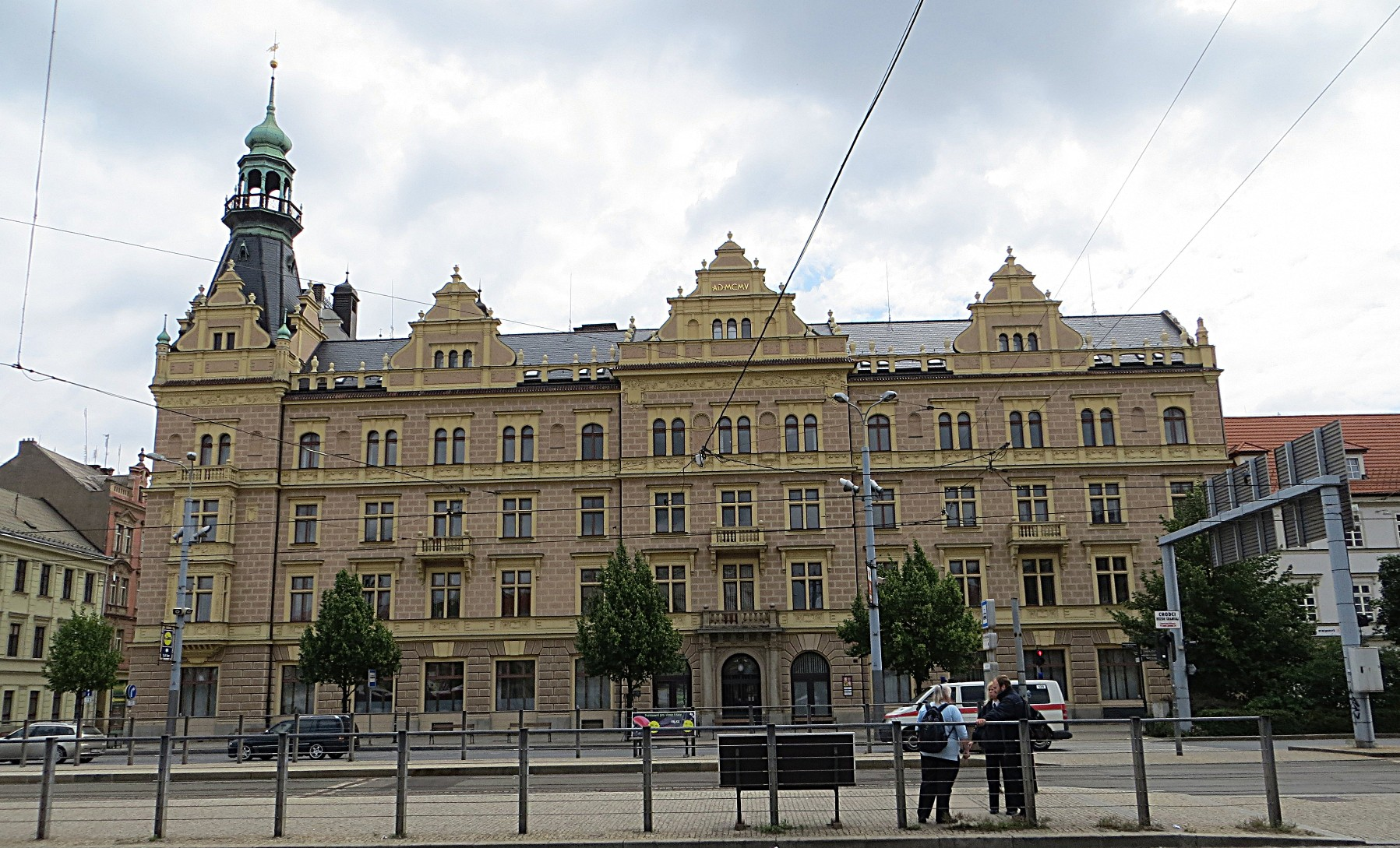
Současný vzhled prvního sídla VŠSE v Nejedlého sadech 14

Vysoká škola strojní a elektrotechnická v Plzni byla založena na podzim roku 1949 jako součást Českého vysokého učení technického v Praze. První rok bylo do Plzně do bývalé budovy Obchodní a živnostenské komory v Nejedlého sadech 14 přesunuto 94 posluchačů ČVUT v Praze, kteří pocházeli z tehdejšího plzeňského, karlovarského nebo českobudějovického kraje. Pobočku vedl pověřenec doc. Ing. František Polanský jmenovaný tehdejším Ministerstvem školství, věd a umění. Od 27. června 1950 byla VŠSE samostatnou fakultou ČVUT v čele s děkanem a fakultní radou, a v roce 1953 získala VŠSE nezávislé postavení vysoké školy v čele s rektorem. Od začátku fungovala úzká spolupráce VŠSE se Škodovými závody v Plzni.
Slavnostní promoce prvních absolventů VŠSE se konala 26. 11. 1954. V té době na vysoké škole studovalo již 600 studentů.

### Rozvoj v letech 1960–1990
18. srpna 1960 vznikly vnitřním rozdělením VŠSE Fakulta elektrotechnická a Fakulta strojní. Po rozdělení došlo k rychlému rozvoji nových oborů a rozšíření odborné působnosti na obou fakultách. Každá z fakult měla 7 odborných kateder. Dále měla škola dvě celoškolská pracoviště – Ústav marxismu-leninismu a Vojenskou katedru.
Rostoucí počet studentů znamenal potřebu větších prostor pro výuku i ubytování studentů. VŠSE sídlila v několika vlastních i pronajatých budovách v širším centru Plzně. V roce 1961 byla zahájena výstavba dalších vysokoškolských kolejí kolejí na Borech v Máchově a Baarově ulici. V letech 1979–1983 byly uvedeny do provozu koleje v Bolevecké ulici na Lochotíně.

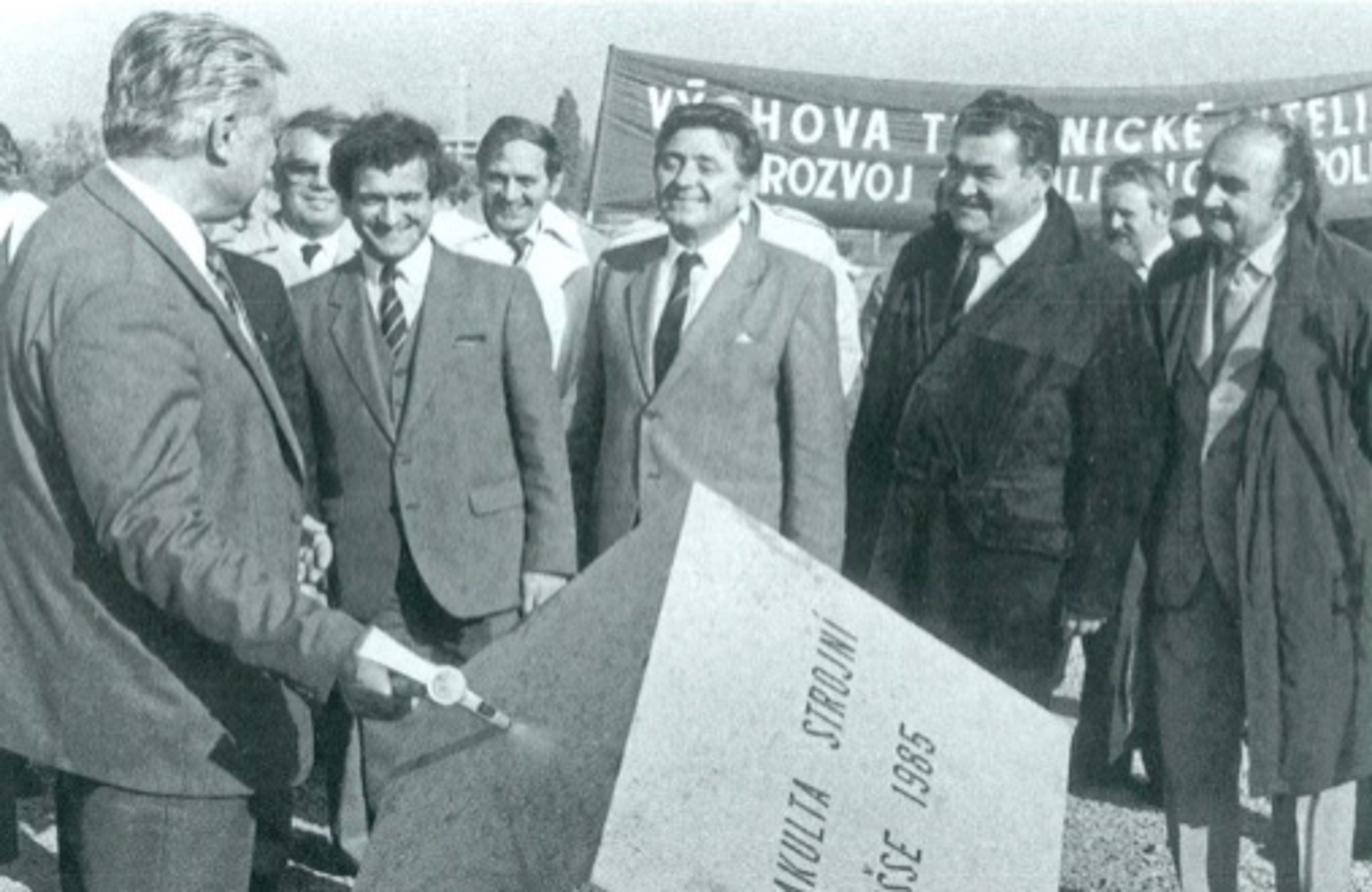
Položení základního kamene budovy Fakulty strojní v Plzni

V osmdesátých letech probíhala výuka z důvodu nedostatku místa i v neobvyklých prostorách jako sál restaurace Svornost na Doubravce, pavilon výstaviště Ex Plzeň, Husova kaple (současná Modlitebna Sboru Maranatha) apod. Úvahy o vlastním areálu vysoké školy se vedly od začátku, ale teprve v roce 1985 byl položen základní kámen univerzitního kampusu na Borských polích (tzv. Zelený trojúhelník). Výuka prvních studentů v novém kampusu byla zahájena v roce 1992 už pod hlavičkou Západočeské univerzity.

### Tranformace na univerzitu

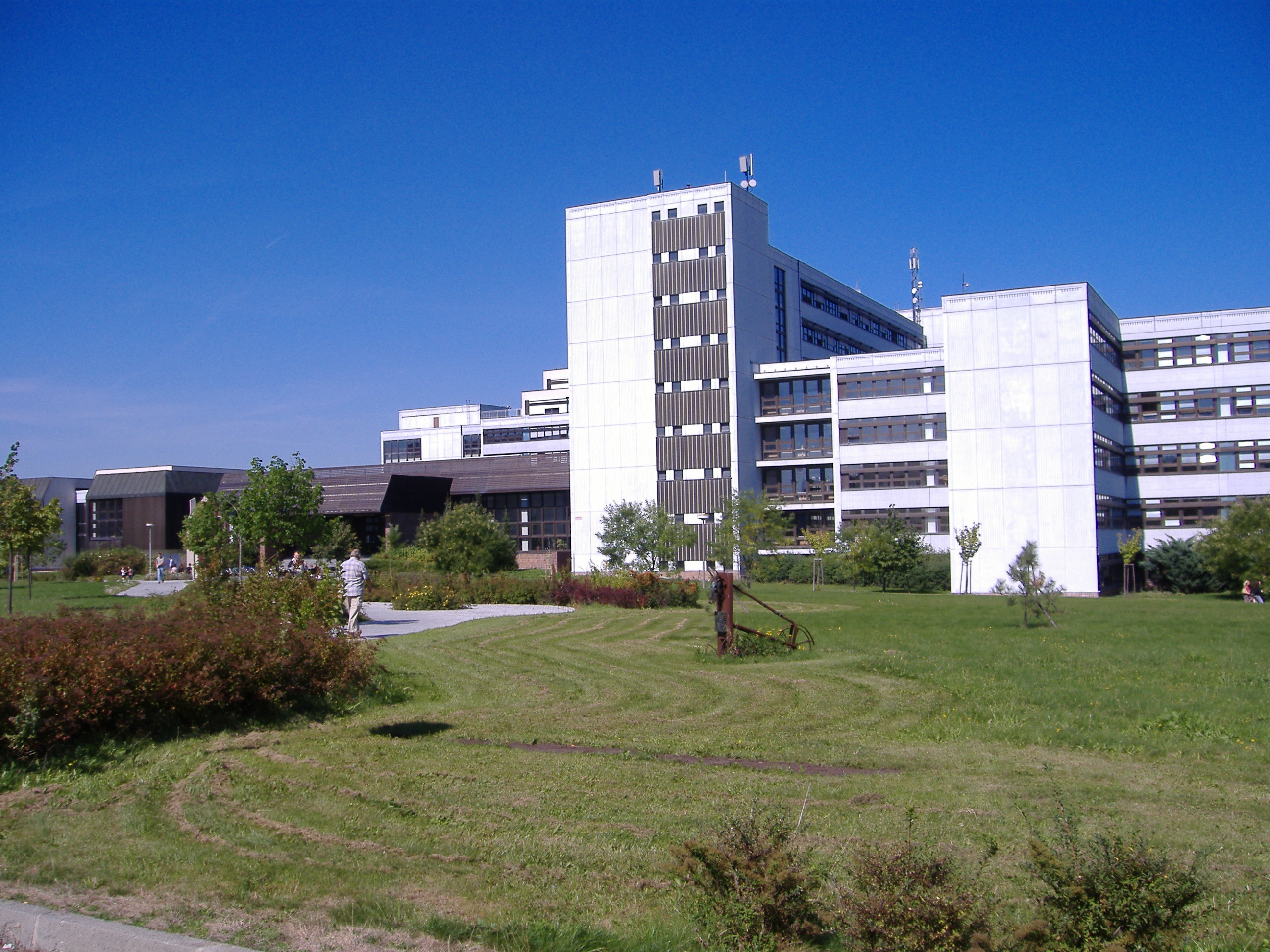
Nejstarší budovy v kampusu Západočeské univerzity v Plzni

Po sametové revoluci vedení vysoké školy zareagovalo na potřebu založení technicko-přírodovědné fakulty se základním i aplikovaným výzkumem. Několik z existujících kateder obou technických fakult VŠSE se vyčlenilo a roku 1990 vytvořily Fakultu aplikovaných věd.
Ve stejnou dobu usilovalo vedení VŠSE o založení ekonomické fakulty se sídlem v některém z měst na západě Čech. Po jednání s vedením města a jejich zástupci zřídil Akademický senát VŠSE 1. července 1990 ekonomickou fakultu v Chebu a 10. září 1990 zahájila tato fakulta výuku i v Plzni.
28. září 1991 byly zákonem č. 314/1991 Sb. sloučeny VŠSE a Pedagogická fakulta (tehdejší pobočka Pedagogické fakulty Karlovy univerzity v Praze) do vysoké školy s názvem Západočeská univerzita.

## Seznam rektorů
- děkan prozatímní fakulty ČVUT a samostatné Fakulty strojní a elektrotechnické v Plzni
  - Prof. Ing. dr. František Polanský (1949–1953)
- rektoři VŠSE:
  - Prof. RNDr. Vojtěch Voleník (1953–1956)
  - Prof. Ing. dr. Přemysl Breník (1956–1966)
  - Prof. Ing. Emil Langer, DrSc. (1966–1969)
  - Prof. Ing. Stanislav Kubík, CSc. (1969–1985)
  - Prof. Ing. František Plánička, CSc. (1985–1990)
  - doc. RNDr. Jiří Holenda, CSc. (1990–1992)

## Studenti a učitelé
| školní rok                 | 1949–50 | 1959–60 | 1969–70 | 1973–74 | 1984–85 |
| počet studentů             | 99      | 1049    | 1614    | 1464    | 2811    |
| počet učitelů              | 13      | 123     | 251     | 255     |         |
| z toho profesorů a docentů | 8       | 9       | 32      | 31      |         |